# 原なつみ
原 なつみ（はら なつみ、1987年12月5日 - ）は、日本の元グラビアアイドル。神奈川県出身。オフィスカレントに所属していた。

## 概要
- 2003年デビュー。お菓子系アイドル雑誌として一世を風靡した『クリーム』で注目を集める。
- 愛称は「なちコ」（本人いわく、「なっち」では安倍なつみとかぶってしまうために避けた、とのこと）。

## 作品

### DVD
- 原なつみ16才 なちコ姫のお通りじゃ〜!（2005年2月11日、JVD）
- 危険少女1 原なつみ 17才[1][2][3]（2005年6月24日、エッジ）
- 女子高生チャンネル vol.2 （2005年6月24日、スパークビジョン）
- 喪失…（2005年9月22日、心交社） ISBN 978-4778101657
- 激写 Vol.11[4]（2005年12月16日、メディアブランド）
- 絶対美少女主義 現役高校生プロジェクト〜ダブルBOIN〜（2006年1月20日、メディアブランド） 共演：斎藤朱莉
- poco a poco（2006年4月、オークラ出版）ISBN 9784775507469

### 写真集
- natsumi16歳[5]（2005年2月24日、ワイレア出版、撮影：田村浩章）ISBN 978-4813020158
- なつmilk（2006年4月、オークラ出版、撮影：井上一真） ISBN 978-4775507452

### 雑誌
- クリーム（2004年9/11/12月号、ワイレア出版）
- 角川書店 g-girl No.009 ギー・ガール グランプリ☆サードグループ